# 维斯本文法学校
维斯本文法学校是位于澳大利亚维多利亚州云登市的一个杰出的历史悠久的私校。主校区位于墨尔本大都会区西部云登市的图尼纳区，比邻西区著名的威蓝町(Williams Landing)区。
维斯本文法学校的图尼纳主校区，为学生提供从幼儿园、学前班、小学到初中、高中所有级别的教育。小一点的校区位于威廉姆斯小镇，为学生提供1到3年级的课程。